# Penta-Acquatella
 Penta-Acquatella  là một xã ở tỉnh Haute-Corse trên đảo Corse, Pháp. Xã này có diện tích 3,1 km², dân số năm 1999 là 40 người. Khu vực này có độ cao 460 mét trên mực nước biển. Xã này có chung tổng Alto-di-Casaconi với Monte, Volpajola, Campile, Olmo, Prunelli-di-Casacconi, Campitello, Ortiporio, Canavaggia, Lento, Bigorno, Scolca và Crocicchia.
Penta Acquatella nằm ở phía nam sông Golo ở Castagniccia.